# Городская усадьба А. Е. Александрова
Городска́я уса́дьба А. Е. Алекса́ндрова — памятник истории, архитектуры и градостроительства в Москве.
Архитектурный ансамбль усадьбы включает в себя два здания: главный дом с оградой и флигель, построенные в XVIII веке — охраняются как памятники культуры с 1960 года. Объект культурного наследия народов России федерального значения. Изначально усадьба принадлежала купцу Александру Егоровичу Александрову.

## История
Время постройки усадьбы — конец XVIII в. — начало XIX в. На плане Москвы 1768 года инженера Горихвостова (съемка 1740—1750 гг.) на месте усадьбы находятся несколько протяженных дворов прихода Церкви Никиты Мученика, а на плане домовладения 1822 года уже присутствуют оба здания. Главный дом обозначен как двухэтажное жилое здание с нежилым полуподвалом.
В 1850 году домовладение числилось за купеческим сыном И. В. Заварзиным с супругой. В это время на территории усадьбы располагалась фабрика, которую супруги Заварзины сдавали внаем.